# Фінал Ліги чемпіонів УЄФА 2003
Фінал Ліги чемпіонів УЄФА 2003 (англ. 2003 UEFA Champions League Final) пройшов 28 травня 2003 на стадіоні «Олд Траффорд» в англійському Манчестері, щоб визначити переможця Ліги чемпіонів УЄФА сезону 2002/03. У матчі зустрілися італійські «Ювентус» і «Мілан», завдяки чому він став першим італійським фіналом в історії турніру та другою фінальною грою (після іспанського фіналу 2000), в якій обидва фіналісти представляли одну країну. 
Ані в основний, ані в додатковий час зустрічі жодна з команд голів не забила. Перемогу в матчі в серії післяматчевих пенальті здобув «Мілан», який завоював свій шостий Кубок європейських чемпіонів.

## Дорога до фіналу
«Ювентус» брав участь у Лізі чемпіонів як чемпіон своєї країни сезону 2001/2002, у той час як «Мілан» того сезону зачепився за четверте місце у Серії A, останню позиції турнірної таблиці, що давала право участі у найпрестижнішому клубному турнірі Європи. При цьому розрив між двома командами в тому розіграші національної першості сягнув 16 очок.

### «Мілан»
«Мілан» розпочинав змагання на турнірі з третього кваліфікаційного раунду, де лише завдяки голу, забитому на чужому полі здолав скромний чеський «Слован».
Втім вже на першому груповому етапі майбутні переможці турніру почали грати впевненіше, двічі обігравши «Баварію» та обмінявшись перемогами і поразками з іспанським «Депортіво» та французьким «Лансом». Це дозволило міланцям пройти до наступного раунду змагання з першого місця у групі. На другому груповому етапі команда Карло Анчелотті також стала переможцем групового турніру з таким же очковим здобутком — дві перемоги над московським «Локомотивом», по одній перемозі і поразці у двоматчевих двобоях з «Реалом» і дортмундською «Боруссією».
Долю чвертьфінального протистояння з амстердамським «Аяксом» було вирішено у Мілані, де після нульової виїзної нічиєї господарі перемогли з рахунком 3:2. На етапі півфіналу «Мілан» грав з третім італійським клубом, що сягнув цієї стадії змагання, — земляками з «Інтернаціонале». Їх двораундове протистояння стало класичним прикладом парадоксальності застосування правила голу, забитому на чужому полі. Оскільки для обох команд домашньою ареною був міланський «Сан Сіро», то після двох нічиїх (0:0 та 1:1) переможцем протистояння став «Мілан», який формально був гостьовою командою у другому матчі.

### «Ювентус»
На першому груповомі етапі, з якого «Ювентус» починав свій шлях у змаганні, туринці стали переможцями групи, втративши очки лише у гостьових іграх проти «Ньюкасл Юнайтед» (поразка 0:1) та «Феєнорда» (нічия 1:1), четвертого учасника змагання у групі, київське «Динамо», було обіграно в обох матчах. Однак на другому груповомі етапі «стара сіньйора» вже стикнулася з більшою конкуренцією за право продовження боротьби — лідером групи впевнено став англійський «Манчестер Юнайтед», а італійці стали другими лише за другорядними показниками, набравши однакову кількість очок (7) з швейцарським «Базелєм» та іспанським «Депортіво».
На етапі плей-оф туринці послідовно здолали обох грандів іспанського футболу — «Барселону», яку було обіграно у чвертьфіналі у додатковий час другої зустрічі, та «Реал Мадрид», над яким італійці взяли гору на етапі півфіналів попри програш у першій грі у Мадриді.  
| Команда           | І | В | Н | П | МЗ | МП | РМ | О  |
| ----------------- | - | - | - | - | -- | -- | -- | -- |
| «Ювентус»         | 6 | 4 | 1 | 1 | 12 | 3  | +9 | 13 |
| «Ньюкасл Юнайтед» | 6 | 3 | 0 | 3 | 6  | 8  | −2 | 9  |
| «Динамо» (Київ)   | 6 | 2 | 1 | 3 | 6  | 9  | −3 | 7  |
| «Феєнорд»         | 6 | 1 | 2 | 3 | 4  | 8  | −4 | 5  |

| Команда     | І | В | Н | П | МЗ | МП | РМ | О  |
| ----------- | - | - | - | - | -- | -- | -- | -- |
| «Мілан»     | 6 | 4 | 0 | 2 | 12 | 7  | +5 | 12 |
| «Депортіво» | 6 | 4 | 0 | 2 | 11 | 12 | −1 | 12 |
| «Ланс»      | 6 | 2 | 2 | 2 | 11 | 11 | 0  | 8  |
| «Баварія»   | 6 | 0 | 2 | 4 | 9  | 13 | −4 | 2  |

| Команда             | І | В | Н | П | МЗ | МП | РМ | О  |
| ------------------- | - | - | - | - | -- | -- | -- | -- |
| «Манчестер Юнайтед» | 6 | 4 | 1 | 1 | 11 | 5  | +6 | 13 |
| «Ювентус»           | 6 | 2 | 1 | 3 | 11 | 11 | 0  | 7  |
| «Базель»            | 6 | 2 | 1 | 3 | 5  | 10 | −5 | 7  |
| «Депортіво»         | 6 | 2 | 1 | 3 | 7  | 8  | −1 | 7  |

| Команда               | І | В | Н | П | МЗ | МП | РВ | О  |
| --------------------- | - | - | - | - | -- | -- | -- | -- |
| «Мілан»               | 6 | 4 | 0 | 2 | 5  | 4  | +1 | 12 |
| «Реал Мадрид»         | 6 | 3 | 2 | 1 | 9  | 6  | +3 | 11 |
| «Боруссія» (Дортмунд) | 6 | 3 | 1 | 2 | 8  | 5  | +3 | 10 |
| «Локомотив» (Москва)  | 6 | 0 | 1 | 5 | 3  | 10 | −7 | 1  |

## Матч

### Деталі гри
У дебюті зустрічі суддя не зарахував гол нападника «Мілана» Андрія Шевченка, зафіксувавши положення «поза грою», оскільки Руй Кошта, який перебув у даному положенні, на його думку, заважав воротарю «Ювентуса» побачити момент удару. У другому таймі команди обмінялися гольовими моментами — на удар туринця Антоніо Конте у штангу «Мілан» відповів спробою у виконанні Андреа Пірло, який поцілив у перекладину воріт. Починаючи від другої половини другого тайму команди почали менше уваги приділяти атакам, зосередившись на обороні власних воріт, що врешті-решт призвело до відсутності забитих голів в основний та  додатковий час матчу. При цьому «Мілан» догравав удесятьох, оскільки вже у додатковий час його захисник Роке Жуніор був змушений залишити поле через травму, а всі заміни на той момент вже були використані.
У серії післяматчевих пенальті високу майстерність продемонстрували воротарі обох команд — міланець Діда відбив удари Трезеге, Салаєти та Монтеро, а його туринський візаві Джанлуїджі Буффон не дав себе переграти Зеедорфу та Каладзе. Вирішальний 11-метровий реалізував Андрій Шевченко, який приніс «Мілану» перемогу у фінальній грі та став першим українцем-переможцем Ліги чемпіонів УЄФА.

### Протокол
| 28 травня 2003 20:45 |

| «Ювентус» | 0–0      | «Мілан» |
| --------- | -------- | ------- |
|           | Протокол |         |

| Олд Траффорд, Манчестер Глядачів: 63,215 Арбітр: Маркус Мерк (Німеччина) |

|                                                       |     | Пенальті                                         |  |
| Трезеге · Бірінделлі · Салаєта · Монтеро · Дель П'єро | 2–3 | Сержіньйо · Зеедорф · Каладзе · Неста · Шевченко |  |

| «Ювентус» | «Мілан» |

| ВР             | 1  | Джанлуїджі Буффон     |      |     |
| ЗХ             | 21 | Ліліан Тюрам          |      |     |
| ЗХ             | 2  | Чіро Феррара          |      |     |
| ЗХ             | 5  | Ігор Тудор            |      | 42' |
| ЗХ             | 4  | Паоло Монтеро         |      |     |
| ПЗ             | 16 | Мауро Каморанезі      |      | 46' |
| ПЗ             | 3  | Алессіо Таккінарді    | 69'  |     |
| ПЗ             | 26 | Едгар Давідс          |      | 65' |
| ПЗ             | 19 | Джанлука Дзамбротта   |      |     |
| НП             | 17 | Давід Трезеге         |      |     |
| НП             | 10 | Алессандро Дель П'єро | 111' |     |
| Запасні:       |    |                       |      |     |
| ВР             | 12 | Антоніо Кіменті       |      |     |
| ЗХ             | 7  | Джанлука Пессотто     |      |     |
| ЗХ             | 13 | Марк Юліано           |      |     |
| ПЗ             | 8  | Антоніо Конте         |      | 46' |
| ПЗ             | 15 | Алессандро Бірінделлі |      | 42' |
| НП             | 24 | Марко Ді Вайо         |      |     |
| НП             | 25 | Марсело Салаєта       |      | 65' |
| Тренер:        |    |                       |      |     |
| Марчелло Ліппі |    |                       |      |     |

|                 |    |                       |     |     |
|                 |    |                       |     |     |
| ВР              | 12 | Діда                  |     |     |
| ЗХ              | 19 | Алессандро Костакурта | 18' | 66' |
| ЗХ              | 13 | Алессандро Неста      |     |     |
| ЗХ              | 3  | Паоло Мальдіні        |     |     |
| ЗХ              | 4  | Каха Каладзе          |     |     |
| ПЗ              | 8  | Дженнаро Гаттузо      |     |     |
| ПЗ              | 21 | Андреа Пірло          |     | 71' |
| ПЗ              | 20 | Кларенс Зеедорф       |     |     |
| ПЗ              | 10 | Руй Кошта             |     | 87' |
| НП              | 7  | Андрій Шевченко       |     |     |
| НП              | 9  | Філіппо Індзагі       |     |     |
| Запасні:        |    |                       |     |     |
| ВР              | 18 | Крістіан Абб'яті      |     |     |
| ЗХ              | 24 | Мартін Лаурсен        |     |     |
| ЗХ              | 25 | Роке Жуніор           |     | 66' |
| ЗХ              | 17 | Крістіан Броккі       |     |     |
| ПЗ              | 23 | Массімо Амброзіні     |     | 87' |
| ПЗ              | 27 | Сержіньйо             |     | 71' |
| НП              | 11 | Рівалду               |     |     |
| Тренер:         |    |                       |     |     |
| Карло Анчелотті |    |                       |     |     |

| Гравець матчу: Паоло Мальдіні («Мілан») Арбітри: Крістіан Шреєр Гайнер Мюллер Четвертий арбітр: Вольфганг Штарк |